# Анзак (бухта)
Бухта Анзак — небольшая бухта на полуострове Галлиполи в Турции.
Бухта всего 600 м длиной, однако она стала известна после высадки здесь частей корпуса АНЗАК во время Дарданелльской операции Первой мировой войны. После высадки, бухта Анзак стала основной базой австралийских и новозеландских войск на 8 месяцев. На побережье бухты находятся кладбища и военные мемориалы.